# Human 2.0
Human 2.0 är svenska grindcorebandet Nasums andra fullängdsalbum. Albumet släpptes i Japan med titeln "Human 2.01" som innehåller fyra bonusspår.

## Låtlista
1. "Mass Hypnosis"
2. "A Welcome Breeze of Stinking Air"
3. "Fatal Search"
4. "Shadows"
5. "Corrosion"
6. "Mutinational Murderers Network"
7. "Parting is Such Sweet Sorrow"
8. "The Black Swarm"
9. "Sixteen"
10. "Alarm"
11. "Detonator"
12. "Gargoyles and Grotesques"
13. "När Dagarna..."
14. "Resistance"
15. "The Idiot Parade"
16. "Den Svarta Fanan"
17. "We're Nothing But Pawns"
18. "Defragmentation"
19. "Sick System"
20. "The Professional League"
21. "Old and Tired?"
22. "Words to Die For"
23. "Riot"
24. "The Meaningless Trial"
25. "Sometimes Dead is Better"

## Medlemmar
- Mieszko Talarczyk - sång, gitarr
- Anders Jakobson - trummor, sång
- Jesper Liveröd - bas